# Governador do Castelo de Rochester

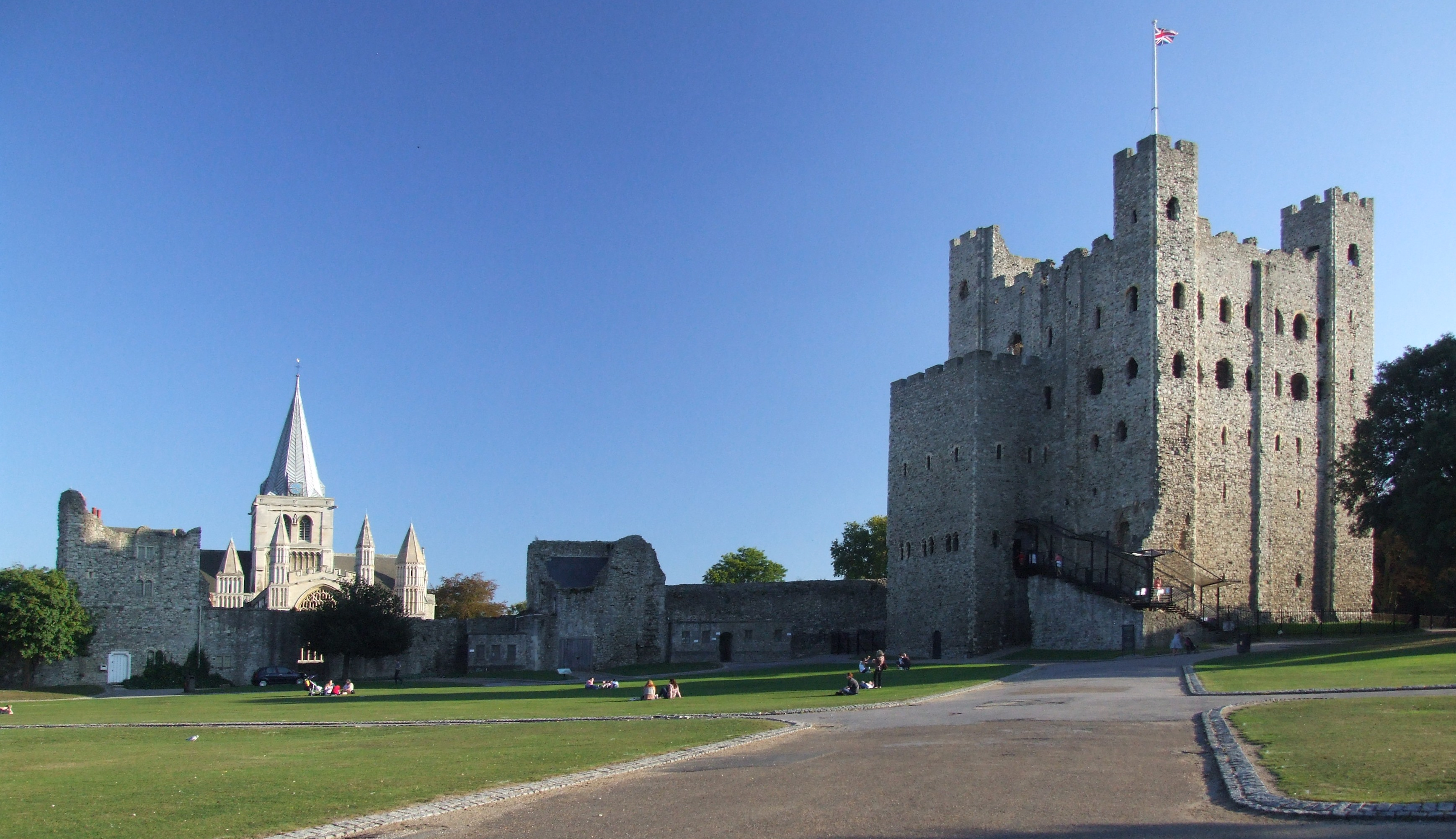
Castelo de Rochester

O governador do Castelo de Rochester administrava o importante castelo de Rochester, em Kent, que dominava o estuário Medway e a Watling Street. Após ser bastante danificado no decorrer da Guerras dos Barões, o castelo foi completamente reformado pelo rei Henrique III e posto sob o controle de uma série de governadores encarregados pela sua manutenção e segurança.

## Lista de governadores
Fonte (salvo indicação em contrário):
- c.1215 William de Albini
- 1228–1232 Hubert de Burgh, primeiro conde de Kent
- 1232–1236 Stephen de Segrave
- 1236–1258 John de Cobham (ancião)
- 1258–1260 Nicholas de Moels
- 1260–1261 William de Saye
- 1261– Robert Walerand
- 1264 Roger de Leybourne
- 1264–1264 William Sinclair (falecido em 1264)
- 1266 Simon Morlac (Deputado? )
- 1270– Bertram de Crioll (mais jovem)
- –1274 Robert de Hougham (falecido em 1274)
- 1275- Robert de Septuans
- 1280–1300 John de Cobham (mais jovem)
- 1304 Stephen de Dene
- 1328 Will Skarlett
- 1344- Sir John de Cobham, Lord Cobham
- 1360- John Gray, 3º Barão Gray de Codnor
- 1376 Simon de Burgh
- 1378- John de Newenton
- –1389 William Criol
- 1395–1400 Sir William Arundel [2]
- 1400–1413 Richard Arundel
- 1413–1472 Thomas Lord Cobham [3]
- 1486–? 1506 Thomas Iden (falecido em 1506)[4]
- 1509–1525 Sir John Marney  (falecido em 1525)[5]
- 1525–1559 Sir Thomas Cheyney [6]
- 16nn – 166n Jonathan Atkins [7]
- 1663–1668 John Middleton, primeiro conde de Middleton [8]